# Harry Fearnley (cầu thủ bóng đá, sinh năm 1935)
Henry "Harry" Fearnley (16 tháng 6 năm 1935 – 12 tháng 1 năm 2013) là một cầu thủ bóng đá sinh ra ở Penistone, gần Barnsley, Yorkshire, thi đấu ở vị trí thủ môn cho Huddersfield Town, Oxford United và Doncaster Rovers.
Mùa giải 1965−66, Fearnely vô địch 4th Division cùng với Rovers.
Ông mất ngày 12 tháng 1 năm 2013, tại nhà ở Poole, Dorset, hưởng thọ 77 tuổi.